# Arpád Bízik
Arpád Bízik (* 1. června 1952), často uváděný jako Arpád Bizík, je bývalý slovenský fotbalový útočník. Bydlí v obci Svätý Peter (okres Komárno).

## Fotbalová kariéra
V československé lize hrál za Jednotu Trenčín. Nastoupil v 6 ligových utkáních a dal 1 gól. Byl také v pražské Spartě, do prvoligového kádru se však neprosadil. V nižších soutěžích hrál také za Slovan Duslo Šaľa. Za třetiligovou Šaľu nastoupil také ve středu 9. března 1977 v přátelském utkání s Dynamem Kyjev (mj. vítěz Poháru vítězů pohárů 1974/75), které domácí před zaplněným stadionem senzačně vyhráli 1:0 brankou Zoltána Molnára.

## Ligová bilance
| Ročník                                   | Zápasy | Góly | Minuty | Klub            |
| ---------------------------------------- | ------ | ---- | ------ | --------------- |
| 1. československá fotbalová liga 1975/76 | 6      | 1    | 337    | Jednota Trenčín |
| CELKEM                                   | 6      | 1    | 337    |                 |